# Hemisquilla braziliensis
Hemisquilla braziliensis is een bidsprinkhaankreeftensoort uit de familie van de Hemisquillidae. De wetenschappelijke naam van de soort is voor het eerst geldig gepubliceerd in 1903 door Moreira.